# Wilbur Fitzgerald
Wilbur Fitzgerald est un acteur américain né le 15 septembre 1948 en Géorgie.

## Filmographie

### Cinéma
- 1988 : After School : le serviteur de Gurney
- 1989 : Chattahoochee : Duane
- 1991 : Une place à prendre : Bob Bosenbeck
- 1992 : Freejack : Earnhart
- 1992 : Simetierre 2 : le premier assistant directeur
- 1993 : RoboCop 3 : un rebelle
- 1994 : Radioland Murders : l'acteur torturé
- 1997 : Le Nouvel Espion aux pattes de velours : le premier scientiste
- 1998 : The Gingerbread Man : le juge Russo
- 2000 : La Légende de Bagger Vance : Roy
- 2002 : Leo (en) : le ministère public
- 2003 : The Fighting Temptations : le représentant des LGBT
- 2004 : Bobby Jones, naissance d'une légende (Bobby Jones: Stroke of Genius) : l'officiel de golf au mégaphone
- 2005 : Madea, grand-mère justicière : juge
- 2005 : The Work and the Glory II: American Zion : le magistrat
- 2006 : Les Chemins du triomphe : Wade Richardson
- 2006 : The Last Adam : le commissaire priseur
- 2006 : We Are Marshall : le premier pompier
- 2008 : One Missed Call : le lieutenant
- 2008 : Harold et Kumar s'évadent de Guantanamo : le père de Colton
- 2009 : L'Étrange Histoire de Benjamin Button : le journaliste télé
- 2009 : The People v. Leo Frank : le pasteur
- 2009 : La Famille Jones : le premier golfeur
- 2010 : The Crazies : le mari éperdu
- 2010 : Bébé mode d'emploi : le père de Peter
- 2011 : The Greening of Whitney Brown : Stanley
- 2012 : Ce qui vous attend si vous attendez un enfant : l'ancien nageur
- 2013 : The East : Robert McCabe
- 2013 : Remnants : Président Marshall Erwin
- 2013 : Les Trois Crimes de West Memphis : Tom
- 2013 : Hunger Games : L'Embrasement : Cray
- 2013 : Légendes vivantes : Dr Brangley
- 2014 : Double Trahison : Dr Ross
- 2016 : Un choix : M. Holland
- 2016 : Cell Phone : Geoff
- 2016 : Sully : le client ivre
- 2016 : Le Fondateur : Jerry Cullen
- 2016 : Les Figures de l'ombre : Sénateur Patrick
- 2017 : The Yellow Birds : membre du congrès Freeman
- 2017 : Baby Driver : le juge
- 2017 : Pitch Perfect 3 : le général de l'armée
- 2018 : Candy Jar (en) : le principal Davidson
- 2019 : The Best of Enemies : l'inspecteur de la sécurité incendie
- 2019 : The Last Full Measure : le président
- 2020 : Charming the Hearts of Men : Emanuel Celler

### Télévision
- 1983 : Meurtre à Coweta County (Murder in Coweta County) : le procureur
- 1989-1995 : Dans la chaleur de la nuit (In the Heat of the Night) : Gerard Darnelle (38 épisodes)
- 1992 : Les Ailes du destin (I'll Fly Away) : Phillip Yancey (1 épisode)
- 1992-1994 : Matlock : Clarence Litton, Phillip Canon et Arthur Kendall
- 1993 : Stolen Babies : le premier journaliste
- 1994 : La Justice au cœur (Sling Blade) : le médecin
- 1994 : Moment of Truth : le procureur
- 1996 : Savannah : Détective (1 épisode)
- 1996 : Walker, Texas Ranger : Brad Stanley (1 épisode)
- 1996-1997 : The Cape : commandant du vaisseau spatial (2 épisodes)
- 1997 : Perfect Crime : Vega
- 2002 : In My Life
- 2004 : Pop Rocks : Donaldson
- 2004 : Pour que la vie continue... (The Brooke Ellison Story) : le deuxième neurochirurgien
- 2005 : Warm Springs : Al Smith
- 2006 : Conviction : Dr Berwyn
- 2006-2008 : Prison Break : Bruce Bennett (8 épisodes)
- 2007 : October Road : le médecin
- 2007 : Friday Night Lights : Earl Rockington et Coach Boyd (4 épisodes)
- 2008 : Les Frères Scott (One Tree Hill) : Bill (3 épisodes)
- 2009 : Ben 10: Alien Swarm : le financier en costume
- 2009-2014 : Drop Dead Diva : juge Graphia et Gilbert (4 épisodes)
- 2010 : Past Life : Alan Davies (1 épisode)
- 2010 : My Parents, My Sister and Me : M. Pettigrew (2 épisodes)
- 2011 : L'Amour à la une (The Lost Valentine) : le chauffeur
- 2012 : La Diva du divan (Necessary Roughness) : le juge (1 épisode)
- 2012-2016 : Becky and Barry : Theodore Dawson (3 épisodes)
- 2013 : Dallas : juge Wallace Tate (2 épisodes)
- 2013 : Nashville : Bill Walters (1 épisode)
- 2016 : 22.11.63 : Capitaine Will Fritz (1 épisode)
- 2016 : The Detour : Harry (1 épisode)
- 2016 : Game of Silence : Rodney Nagle (3 épisodes)
- 2017 : 24: Legacy : le réparateur (1 épisode)
- 2017 : Elementary : le prêtre (1 épisode)
- 2017 : NCIS : Nouvelle-Orléans : juge Dorsey (2 épisodes)
- 2017 : Manhunt : le professeur UCSB (1 épisode)
- 2018 : Shooter : James Boyd (1 épisode)
- 2019 : The Act : juge Palmer (1 épisode)